# Melicerita angustiloba
Melicerita angustiloba is een mosdiertjessoort uit de familie van de Cellariidae. De wetenschappelijke naam van de soort is voor het eerst geldig gepubliceerd in 1862 door Tenison Woods.